# Ljubow Iwanowna Dobrschanskaja
Ljubow Iwanowna Dobrschanskaja (russisch Любо́вь Ива́новна Добржа́нская, wiss. Transliteration Ljubov' Ivanovna Dobržanskaja; * 24. Dezember 1905jul. / 6. Januar 1906greg., laut anderen Angaben 1908, in Kiew, Russisches Kaiserreich; † 3. November 1980 in Moskau, Sowjetunion) war eine russisch-ukrainische Theater- und Kinoschauspielerin. Für ihre Verdienste erhielt sie unter anderem den Stalinpreis sowie den Titel Volkskünstlerin der UdSSR.

## Leben
Ljubow Dobrschanskaja wurde 1905, als Tochter des Oberst der zaristischen Armee Iwan Andronikowitsch Dobrschanski (1879–1941) und seiner Frau Olga Wassiljewna Dobrschanskaja, geboren. Dobrschanskaja selbst gab, möglicherweise um sich jünger zu machen, ihr Geburtsjahr später mit dem Jahr 1908 an. Sie absolvierte eine Schauspielausbildung und wurde 1924 in die Schauspieltruppe des Staatlichen russischen Dramatheaters der Stadt Kiew (Киевский государственный русский драматический театр) übernommen. Neben ihren schauspielerischen Fähigkeiten zeichnete sich Dobrschanskaja insbesondere durch ihre Stimme bei der Aufführung russischer Romanzen aus. Von 1926 bis 1927 arbeitete sie zwischenzeitlich in Dnipropetrowsk. Am Kiewer Theater lernte sie ihren ersten Ehemann, den jungen Schauspieler Iwan Iwanowitsch Tscherwinski, kennen. Im Zuge der Säuberungen in der Sowjetunion wurden sowohl Dobrschanskajas Vater als auch ihr Ehemann verhaftet. Während der Vater fünf Jahre im Gulag der Solowezki-Inseln inhaftiert und nach seiner Entlassung in die Kasachische SSR verbannt wurde, beging ihr Ehemann in Gefangenschaft Selbstmord.
Von 1934 bis zu ihrem Karriereende war Dobrschanskaja am Zentraltheater der Sowjetischen Armee (Центральный театр Советской армии) in Moskau tätig. Während ihrer mehr als 40-jährigen Bühnentätigkeit spielte sie in mehr als 100 Stücken. Zu ihren bekanntesten Rollen zählen unter anderem die Katharina in Shakespeares Der Widerspenstigen Zähmung, Schura Asarowa in Gladkows Dawnym-dawno, Emilia Marty in Čapeks Die Sache Makropulos und Mrs. Warren in Shaws Frau Warrens Gewerbe.
Neben ihren Auftritten im Theater spielte Dobrschanskaja auch einige Rollen in Kino- und Fernsehfilmen. Besondere Bekanntheit erlangte sie durch ihre Rolle als Marina Dmitrijewna, der Mutter von Schenja Lukaschins, in dem alljährlich in Russland zu Silvester und Neujahr gezeigten Filmklassiker Ironie des Schicksals aus dem Jahre 1975.
Dobrschanskaja hatte keine Kinder und war dreimal verheiratet. Ihre zweite Ehe schloss sie in den 1930er Jahren mit dem ebenfalls am Zentraltheater der Sowjetischen Armee tätigen Schauspieler und späterem Verdienten Künstler der RSFSR Ossip Alexandrowitsch Schachet (1905–1949). Die Ehe endete mit Schachets plötzlichem Tod im Jahr 1949. In dritter Ehe war Dobrschanskaja mit dem aus einer bekannten Zigeunerfamilie stammenden Gitarristen Wiktor Jakowlewitsch Krutschinin, bis zu dessen Tod 1975, verheiratet.
Im Dezember 1978 feierte Dobrschanskaja im großen Saal des Zentraltheaters der Sowjetischen Armee ihren 70. Geburtstag und zog sich, bereits unter starken Gedächtnisproblemen leidend, daraufhin in den Ruhestand zurück. Dobrschanskaja starb nach langer Krankheit am 3. November 1980. Sie wurde neben ihrem Ehemann Wiktor Krutschin auf dem Wagankowoer Friedhof in Moskau beigesetzt.

## Auszeichnungen (Auswahl)
- Leninorden
- Verdiente Künstlerin der RSFSR (1944)
- Stalinpreis 2. Stufe (1951)
- Volkskünstlerin der RSFSR (1954)
- Volkskünstlerin der Sowjetunion (1965)
- Orden des Roten Banners der Arbeit (1968)

## Filmografie (Auswahl)
- 1952 Utschitel tanzew (Учитель танцев)
- 1966 Vorsicht, Autodieb! (Берегись автомобиля)
- 1975 Ironie des Schicksals (Ирония судьбы, или С лёгким паром!)
- 1977 W tschetwerg i bolsche nikogda (В четверг и больше никогда)